# قمبريط لين
قمبريط لين (الاسم العلمي:Combretum molle) هو نوع من النباتات يتبع جنس القمبريط من الفصيلة القمبريطية.